# 高杉刑事キバリます!
『高杉刑事キバリます!』（たかすぎけいじキバリます!）は、春日光広による日本の漫画。『MANGAオールマン』（集英社）で連載された。

## ストーリー
福岡県警に所属する刑事・高杉は憧れの上司、与謝野へ片思いしながらも難事件の解決、凶悪事件犯人逮捕に挑む。

## 登場人物

### 福岡県警

#### 重犯罪特別対策課
田村高広

##### 第六班
高杉一輝
与謝野涼子
志賀かほり
大塩信八
小山内潔

#### 交通課
南條さやか

### 警視庁

#### 重犯罪特別対策課
幸田鉄兵

### その他
与謝野温子
田村凌子